# Radio Swiss Classic
Radio Swiss Classic švicarska je radijska postaja koja emitira isključivo klasičnu glazbu. Oko polovice glazbenog programa vezana je za Švicarsku (izvođači ili skladatelji). Ogranak je švicarske nacionalne radiotelevizijske mreže SRG SSR.

## SRG SSR
SRG SSR švicarska je nacionalna radiotelevizijska mreža. Naziv je kratica za "Švicarsko udruženje radija i televizije" na četirima službenim jezicima Švicarske: njemačkom Schweizerische Radio- und Fernsehgesellschaft, francuskom Société suisse de radiodiffusion et télévision, talijanskom Società svizzera di radiotelevisione i romanšu Societad Svizra da Radio e Televisiun. Sjedište udruženja je u Bernu, a program se provodi preko regionalnih centara, prema jeziku emitiranja:
- njemački: Schweizer Radio und Fernsehen (SRF) iz studija u Zürichu, Baselu i Bernu
- francuski: Radio télévision suisse (RTS) iz Ženeve i Lausanne
- talijanski: Radiotelevisione svizzera di lingua italiana (RSI) iz Lugana
- romanš: Radiotelevisiun Svizra Rumantscha (RTR) iz Chura.

Uz regionalne centre, mreža uključuje i SWI swissinfo.ch, službu vijesti na deset jezika na internetu.

## Radio Swiss Classic
Radijska postaja Radio Swiss Classic ogranak je mreže SRG SSR koja svakodnevno 24 sata emitira klasičnu glazbu. Na programu nema govornih emisija, ne emitiraju se vijesti niti reklame, jer je Radio Swiss Classic program od posebnog značaja i financira se od pristojbe koju stanovnici Švicarske plaćaju za nacionalnu radiotelevizijsku mrežu. Rijetka je iznimka najava nekog glazbenog događaja u Švicarskoj. Noćni program Notturno postaje Radio Swiss Classic preuzimaju postaje SRF2 Kultur i Rete Due.
Prema podatcima neovisne zaklade "Mediapulse" koja službeno mjeri statistiku korištenja radija i televizije u Švicarskoj, u 2018. godini udio postaje Radio Swiss Classic bio je 1,3 % radijskog tržišta u Švicarskoj. Dnevno je ovu postaju slušalo 140 tisuća ljudi uz prosječno vrijeme provedeno na slušanju od 81 minute.

### Povijest
Radio Swiss Classic nasljednik je nekadašnjeg posebnog programa pod imenom Classic koji je emitiran u Švicarskoj između 1956. i 1998. godine preko telefonskih priključaka. Pod sadašnjim imenom jedan je od tri programa koje emitira ogranak Swiss Satellite Radio sa sjedištem u Baselu. Sestrinski programi su Radio Swiss Pop i Radio Swiss Jazz.

### Emitiranje
Program postaje Radio Swiss Classic emitira se iz studija u Baselu, preko sljedećih medija (poredani po pokrivenosti):

#### Internetski radio
Emitiranje preko interneta omogućava slušanje radija u cijelom svijetu. Program se isporučuje u takozvanom streamingu. Formati reprodukcije su aacPlus (96 kbps i 32 kbps) i MP3 (128 kbps) te se mogu primati bilo kojim računalnim programom za slušanje internetskog radija ili iz preglednika, posebno urađenim aplikacijama za mobilne uređaje te samostalnim (hardverskim) prijemnikom koji može primati program s interneta.

#### Preko satelita
Program se emitira preko satelita Eutelsat Hot Bird 13C po standardu DVB-S2. Ovim načinom program se uz odgovarajuću opremu može primati u Europi.

#### Zemaljsko emitiranje
Radio Swiss Classic jedan je od pionira emitiranja digitalnog radija. Digitalni radio u formatu DAB+ (digital audio broadcasting), koji je zamijenio analogni FM-radio, ima preko 100 programa i pokriva skoro cijeli teritorij Švicarske (99 %) te pogranična područja susjednih zemalja.

#### Preko kabela
U Švicarskoj se Radio Swiss Classic može primati preko kabela s priključka zajedničke antene u zgradama. Pružatelji usluga IPTV-a također u ponudi imaju Radio Swiss Classic i u tom slučaju područje emitiranja nije ograničeno samo na Švicarsku.

### Sadržaj programa
Program služi promicanju švicarske glazbe te oko polovica programa ima neku vezu sa Švicarskom. Takva djela u programu na službenoj mrežnoj stranici uz naslove imaju oznaku "(CH)". Najčešće su to izvođači (solisti ili orkestri), jer svi regionalni centri SRG SSR-a imaju bogatu glazbenu produkciju, dok je samo pokoji skladatelj iz Švicarske. Program, osim suvremene, obuhvaća sva razdoblja klasične glazbe.
Radio Swiss Classic je proveo opsežna istraživanja na temelju kojih sastavlja svoj program, uvažavajući i mišljenje slušatelja. Program je koncipiran tako da se u svakom satu emitira najmanje jedno veće integralno djelo (na primjer koncert ili simfonija), a u ostalo vrijeme su ili manja djela (npr. sonate, valceri, rapsodije) ili dijelovi većih djela (npr. pojedini stavci, uvertire, arije). Sastav programa također ovisi i o dobu dana, jutrom su to življa kraća djela, a s večeri duža i mirnija. Tijekom godine program je ujednačen, izuzetak je božićni program u razdoblju oko Božića.
Posebnost programa je da uz sva djela najavljivači daju kratke informacije o izvedbi djela te o skladatelju ako je manje poznat. Koriste se tri jezika, njemački, francuski i talijanski, koji su svaki na svom kanalu te slušatelj po svom afinitetu može izabrati odgovarajući. Međutim, program se ne emitira uživo, već su najave snimljene i pridodaju se glazbi.
Slogan radija je "MUSIC. PURE." (u smislu "samo muzika"). To znači da je govor sveden na najmanju moguću mjeru radi što manjeg ometanja slušatelja. Kao što je već navedeno, na radiju nema vijesti niti reklama. Uz najave i odjave djela, jedini govor javlja se još u džinglovima. Za razliku od drugih radija, na kojima su česti i bombastični, na ovoj se postaji džinglovi emitiraju samo jednom u pauzi između djela oko punog sata. To je obično naziv postaje Radio Swiss Classic, ili po potrebi naziv bloka (npr. "slušate notturno, noćni program") i imena najavljivača.

### Osoblje
Osoblje radija sačinjavaju šesteročlana redakcija i najavljivači na trima jezicima.
| Redakcija                                                |
| Denise Bolle: urednica programa                          |
| Daniel Buser: glazbeni urednik, komunikacije             |
| Fabian Kristmann: glazbeni urednik, servis za slušatelje |
| Andrea Hügli: administracija                             |
| Sébastien Koenig: glazbeni urednik, tonska produkcija    |
| Tobias Menger: tehnologija, razvoj softvera, webmaster   |

| Najavljivači                    |                                  |                                        |
| na njemačkom                    | na francuskom                    | na talijanskom                         |
| Regula Siegfried i Marco Caduff | Brigitte Raoul i Eörs Kisfaludy  | Cristina Zamboni i Pino Raduazzo       |
| Silvia Planzer i Thomas C. Gass | Pierre Repond i Geneviève Kaiser | Monica Lindt-Pagani i Davide Gagliardi |
| Sylvia Garatti i Niels Stokholm |                                  | Nadia Maniglio i Roberto Bargellini    |